# آگانز
آگانز (به لاتین: Aganz) یک منطقه مسکونی در جمهوری آذربایجان است که در شهرستان ترتر واقع شده است.